# Santiago Pérez Triana
Santiago Pérez Triana (Bogotá, 15 de septiembre de 1858- Londres, 6 de abril de 1916) fue un poeta, periodista, diplomático, viajero y escritor colombiano, miembro del Partido Liberal Colombiano. Su padre fue el presidente Santiago Pérez Manosalva,
Nacido en Bogotá. Vivió parte de su infancia en Estados Unidos, donde su padre fue embajador. Luego viajó a Europa y estudió en la Universidad de Leipzig, Alemania. Posteriormente vivió en París y Madrid, donde trabajó como periodista, escribiendo artículos, ensayos y poemas. Fue uno de los pioneros de las novelas históricas en Colombia.
En 1907 fue nombrado delegado de Colombia en la Segunda Convención de La Haya. En 1912 fundó y editó la revista Hispania, con temas y artículos de literatura, política, artes, ciencias y comercio, en la que contó con la colaboración de Baldomero Sanín Cano, y de Enrique Pérez Lleras. Participó en la Conferencia Financiera Panamericana de 1915.

## Obras
- De Bogotá al Atlántico por la vía de los ríos Meta, Vichada y Orinoco.[7]
- El deber de cantar: cantos colombianos, poemas
- Reminiscencias tudescas.[8]
- Cuentos a Sonny.
- Desde lejos: asuntos colombianos.[9]

## Familia

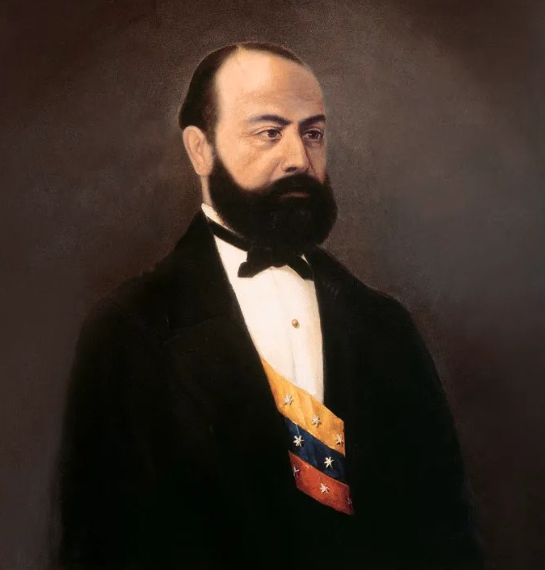
Su padre, el expresidente Santiago Pérez Manosalva.

Santiago Pérez Triana era hijo del político liberal y expresidente de Colombia de 1874 a 1876, Santiago Pérez Manosalva, y de su esposa María Josefa Tadea Jenara Triana Silva, siendo el único varón de cuatro hijos; sus  hermanas eran María Teresa, Eloísa y Amelia Pérez Triana.
Su padre era hermano del escritor Felipe Pérez Manosalva, quien se casó con Susana Lleras Triana, sobrina de la esposa de su hermano y a su vez hija del educador Lorenzo María Lleras, y hermana del escritor José Manuel Lleras Triana. Su madre, por otro lado, era hermana del escritor y científico José Jerónimo Triana Silva (de quien descienden directamente los expresidentes Alberto Lleras Camargo y su sobrino segundo Carlos Lleras Restrepo).
Su hermana María Teresa se casó con Luis Hernando Mateus Osses, Eloísa con Joaquín Lombana Rodríguez, hijo del exgobernador de Cundinamarca Vicente Lombana Buendía y sobrino nieto del político José María Lombana Barreneche (de quien es sobrina a su vez María Michelsen Lombana, la esposa del expresidente Alfonso López Pumarejo y madre del también expresidente Alfonso López Michelsen); Amelia se unió a Clímaco Calderón Reyes, expresidente de Colombia, sobrino de Rafael Reyes Prieto. De uno de los hermanos de Clímaco, Arístides, desciende el expresidente Juan Manuel Santos Calderón.